# Fumie Hihara
Fumie Hihara, née à Yamanashi au Japon le 25 mai 1975, est une interprète et compositrice pour koto et shamisen.

## Biographie
Fumie Hihara a commencé à apprendre le Koto à 9ans, puis le Shamisen à 15 ans. À 17 ans, elle est la plus jeune élève à obtenir une licence d’enseignement du Koto.

Diplômée de l’Université des Beaux-arts et de  Musique de Tokyo en 1998, elle se produit depuis comme soliste au Japon, en Europe et à New York où elle enregistre en 2004.
À Paris, elle joue à la Maison de la Culture du Japon en 2004 et 2007. Les programmes de ses récitals se distinguent par leur originalité : des musiques traditionnelles japonaises du XVIIe et du XVIIIe siècle alternent avec des arrangements très surprenants de musiques occidentales classiques et ses propres compositions dont elle écrit aussi les paroles.
À côté de ses activités de concertiste, Fumie Hihara se consacre à la composition et aux arrangements. Elle cherche la rencontre avec d’autres disciplines artistiques et culturelles. Ses projets l’ont amenée à se produire avec un ensemble indonésien de gamelan, des danseurs de Butō et de danse contemporaine, le Centre national des arts du cirque, des comédiens ou encore des vidéastes au festival d’Avignon 2004. Un de ses instruments est une réplique de ceux des poteries haniwa de l’époque des kofun.
Depuis plusieurs années, elle donne également des cours de koto et shamisen à des élèves de tout âge. Un concert des élèves a d'ailleurs lieu chaque année au mois de novembre.

## Discographie
Chez Sunset france production
- Shakuhachi & koto, Fumie Hihara et Sozan Chiaki Kariya (2008)